# Georges Politzer
Georges Politzer (Nagyvárad, 3 maggio 1903 – Suresnes, 23 maggio 1942) è stato un filosofo francese teorico del marxismo.

## Biografia
Di origini ungheresi, ma nato nell'attuale Romania, Politzer era un militante attivo nell'ambiente politico già da molto giovane. Prese parte, infatti, all'insurrezione ungherese del 1919. Quando la rivoluzione fu bloccata dall'intervento repressivo del governo austro-ungarico ad opera dell'ammiraglio Miklós Horthy fu costretto all'esilio a soli 17 anni.
Si stabilì a Parigi nel 1921, dopo aver incontrato Sigmund Freud e Sándor Ferenczi a Vienna. Cinque anni dopo aveva letto tutti i maggiori lavori accademici aumentando le proprie conoscenze in campo filosofico. Nella seconda metà degli anni venti diede vita a Parigi ad un circolo di giovani filosofi critici del bergsonismo di cui fece parte anche Henri Lefebvre. Tra il 1929 e il 1931 aderì al Partito comunista francese.
All'inizio degli anni 30 il partito comunista francese fondò l'Università dei lavoratori di Parigi, che rimase aperta fino alla sua dissoluzione nel 1939 in seguito all'occupazione delle truppe tedesche. Durante la sua permanenza in quell'università, gli fu dato il corso sul Materialismo dialettico.
Discepolo di Marx e Lenin, Politzer era molto interessato alla psicologia, apprendendone gli aspetti concreti. In relazione ad essa giudicò la psicologia tradizionale come astratta. Ebbe un notevole interesse per le nascenti teorie di Freud ed i suoi utilizzi prima di distaccarsene successivamente. Nello stesso periodo occupò un posto di professore di filosofia nel liceo Saint-Maur.
Nel 1940 era a Parigi a supervisionare l'uscita di un bollettino segreto per conto del partito comunista francese con Jacques Decour, Jacques Solomon, e Valentin Feldman.
Dopo che il suo amico Paul Langevin fu arrestato nell'ottobre del 1940, pubblicò il primo numero de L'università libera (L'Universitè Libre), in cui denunciò l'imprigionamento degli studenti e le estorsioni commesse dalle forze fasciste durante la Seconda guerra mondiale.
Nel febbraio del 1942 le operazioni di Politzer si interruppero a causa del suo arresto. Con lui fu arrestata anche la moglie (anche lei comunista e appartenente alla resistenza), entrambi con l'accusa di aver violato la legge che vietava la costituzione di un partito comunista. Venne messo sotto tortura e in seguito, il 20 marzo 1942, fu consegnato ai nazisti, che il 23 maggio lo portarono davanti al plotone d'esecuzione. La moglie, invece, fu trasportata nel Campo di concentramento di Auschwitz, dove morì nel marzo del 1943.

## Controversie su Politzer
Nonostante la sua uccisione e il suo chiaro antifascismo ed antinazismo, Politzer non è stato formalmente riconosciuto come appartenente alla resistenza.
L'Université Libre riapparse dopo la liberazione della Francia da parte degli alleati con il nome di Nuova Università (Université Nouvelle).

## Contributo alla filosofia
La sua importanza nella storia della filosofia del Novecento non è tuttavia legata ai suoi scritti marxisti, per lo più dogmatici e schematici, quanto alla ricerca di una "psicologia concreta" che ispirandosi a Freud e alla psicanalisi ne superasse gli elementi metapsicologici. Tuttavia i filosofi ufficiali ed accademici non hanno mai accettato la sua aperta militanza, al punto da trattare i suoi lavori con un certo disdegno. Per i suoi sostenitori i suoi lavori, scritti in un modo libero e didattico, meritano l'assegnazione di un alto riconoscimento. La sua opera postuma Principi Elementari di Filosofia (Principes Èlementaires de Philosophie), basata sulle note prese dai suoi studenti, è stata la prima opera messa al bando dal regime militare instauratosi in Turchia nel 1980.